# Bagnet na broń (zbiór wierszy)
Bagnet na broń. Poezje 1939-1943 – zbiór wierszy Władysława Broniewskiego, napisanych w latach 1939–1943. Zbiór wydany został w 1943 roku w Jerozolimie.
Zawierał on przede wszystkim utwory patriotyczne i wojenne pisane pod wpływem doświadczeń II wojny światowej. Obok dojmującej rozpaczy po klęsce wrześniowej (Żołnierz polski) i przeżyciach więziennych (Zamieć), poeta wyrażał wiarę w zwycięstwo i wzywał do walki (Bagnet na broń, Co mi tam troski). Stylistycznie poezja Broniewskiego była nawiązaniem do tradycji poezji romantycznej.